# ブシェーミ
ブシェーミ（イタリア語: Buscemi, シチリア語: Buscema）は、イタリア共和国シチリア州シラクーザ県にある、人口約1,000人の基礎自治体（コムーネ）。

## 地理

### 位置・広がり

#### 隣接コムーネ
隣接するコムーネは以下の通り。括弧内のRGはラグーザ県所属を示す。
- ブッケリ
- カッサロ
- フェルラ
- ジャッラターナ (RG)
- モーディカ (RG)
- パラッツォーロ・アクレイデ

## 文化・観光

### 名所
- Chiesa del Carmine,
- Chiesa di S. Sebastiano,
- Chiesa Madre,
- Chiesa di S. Maria Maddalena
- Chiesa di San Giacomo
- Chiesa di sant'Antonino
- Chiesa della Madonna del bosco
- Castello Requesenz

### 行事
- Festa della Madonna del bosco

8月最終日曜
- Festa del crocefisso

5月最初の日曜